# Conferência Episcopal da Albânia

A Conferência Episcopal da Albânia (em albanês:  Konferenca Ipeshkvnore e Shqipërisë) é a Assembleia Nacional d dos bispos católicos da Albânia. A Conferência Episcopal é presidida por Dom Gjergj Meta bispo de Rrëshen.
É um membro do Conselho das Conferências Episcopais da Europa.

## Membros
- Angelo Massafra, OFM, Arcebispo Metropolitano de Shkodër
- Lucjan Augustini, Bispo de Sapë
- George Anthony Frendo, OP, Bispo de Tirana
- Dode Gjergji, Administrador Apostólico de Prizren
- Hil Kabashi, OFM, Administrador Apostólico da Albânia Meridional
- Cristoforo Palmieri CM, Bispo de Rrëshen
- Zef Simoni, Bispo Auxiliar de Shkodër
- Ottavio Vitale, RCJ, Bispo de Lezhë